# 19 января
19 января — 19-й день года  по григорианскому календарю.
До конца года остаётся 346 дней (347 дней в високосные годы).
До 15 октября 1582 года — 19 января по юлианскому календарю, с 15 октября 1582 года — 19 января по григорианскому календарю.
В XX и XXI веках соответствует 6 января по юлианскому календарю.

## Праздники и памятные дни
См. также: Категория:Праздники 19 января

### Национальные
- Исландия — День супруга.

### Профессиональные
- Беларусь — День работника службы спасения.

### Религиозные

#### Бахаизм
- Султан (праздник Девятнадцатого Дня).

#### Католицизм
- Память Кнуда IV Святого;
- память Вульфстана Вустерского;
- память святого Генриха Уппсальского;
- память персидских святых Марина, Марты, Аудифакса и Аввакума
- память мученика Понтиана из Сполето.

#### Православие[2]
- Святое Богоявление (Крещение Господне);
- преставление святителя Феофана, затворника Вышенского (1894).

 В Древневосточных православных церквях:
- Иерусалимский патриархат Армянской апостольской церкви — Рождество Христово и Богоявление[3].

### Именины
- Католические: Аввакум, Авдифакс, Вульфстан, Генрих, Кнуд, Марин/Марис, Марта, Понтиан;
- Православные: Иван, Феофан.

## События
См. также: Категория:События 19 января

### До XV века

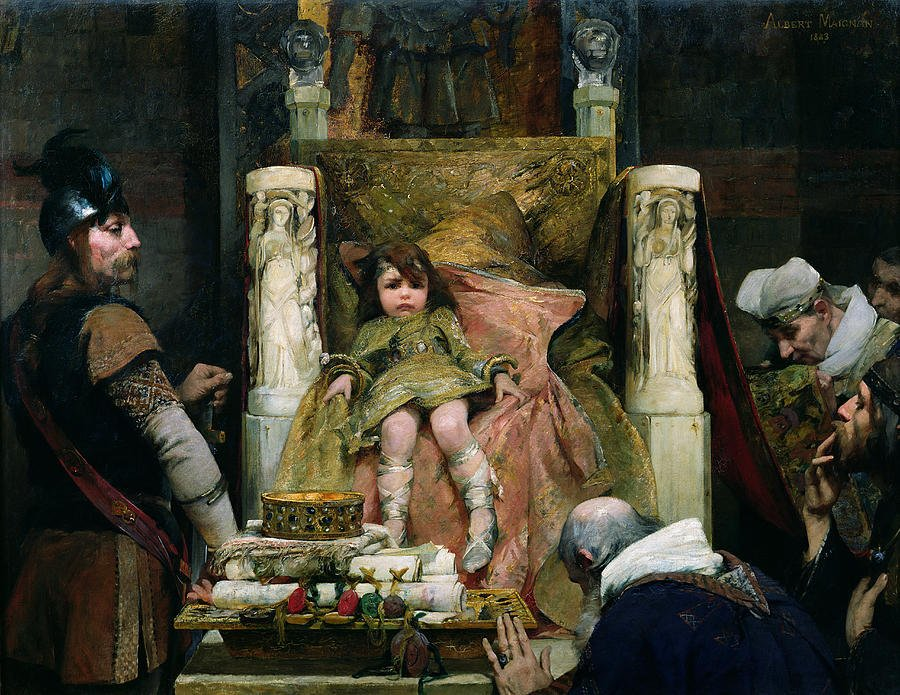
Оммаж Хлодвигу II
Альберт Маигнан, 1883
Музей изящных искусств в Руане

- 379 — император Грациан даровал своему полководцу Феодосию титул Августа и назначил его соправителем в восточной части Римской империи.
- 532 — после подавления восстания Ника казнены Флавий Гипатий, объявленный мятежниками императором, и его брат Флавий Помпей, а их тела брошены в Мраморное море[4].
- 639 — Хлодвиг II взошёл на престол Нейстрии и Бургундского королевства.
- 649 — после 40-дневной осады войска китайской империи Тан захватили город-государство Куча, установив контроль над всей Таримской впадиной.
- 973 — Бенедикт VI взошёл на Святой Престол в качестве 134-го Папы римского.
- 1127 — пленение китайских императоров кочевниками-чжурчженями.
- 1388 — завершив трёхлетние скитания после бегства из Орды, сын Дмитрия Донского князь Василий вернулся в Москву.

### XV век
- 1419 — в ходе Столетней войны между Англией и Францией английский король Генрих V окружил французский город Руан, что положило конец завоеванию Нормандии.
- 1480 — в Чудов монастырь Московского Кремля был заключён последний независимый новгородский архиепископ Феофил.
- 1482 — началось строительство крепости Эльмина (Сан-Жоржи-да-Мина) — первого португальского форпоста в Африке южнее Сахары.
- 1493 — король Арагона Фердинанд II и король Франции Карл VIII заключают Барселонский договор, по которому Франция возвращает Арагону графства Руссильон и Сардиния.

### XVI век

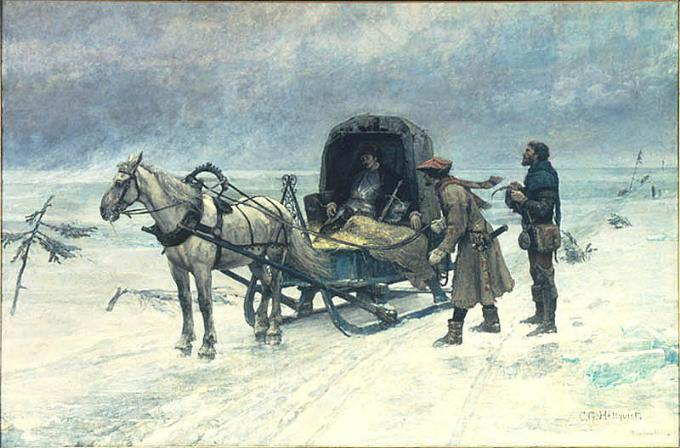
Смерть Стена Стуре Младшего на льду озера Меларен
Хелльквист К. Г.

- 1520 — в битве при Богесунде смертельно ранен Стен Стуре Младший, регент Швеции.
- 1523 — лидер швейцарской реформации Ульрих Цвингли опубликовал 67 статей, направленных против власти Папы римского.

### XVII век
- 1649 — в Квебеке состоялась первая в Канаде казнь (была казнена 16-летняя девочка, обвинённая в воровстве).
- 1652 — посольство украинских казаков отправилось из Чигирина в Москву для заключения союза с Русским царством.
- 1655 — в Охматовской битве украинские казаки разбили польское войско.

### XVIII век
- 1728 — русский император Пётр II и его двор переехали в Москву.
- 1759 — португальский монарх Жозе I распорядился выслать всех иезуитов с территории страны и всех его колоний.
- 1764 — Джон Уилкс был изгнан из Палаты общин английского парламента за вольнодумие.
- 1795 — на территории современных Нидерландов образована Батавская республика, положившая конец существованию Республики Соединённых Провинций.

### XIX век
- 1806 — Британия оккупировала мыс Доброй Надежды.
- 1825 — Эзра Даггетт запатентовал консервную банку для хранения в ней пищевых продуктов.
- 1847 — мексиканцами убит первый американский губернатор Нью-Мексико Чарльз Бент.
- 1853 — в Риме состоялась премьера оперы Джузеппе Верди «Трубадур».
- 1861 — Джорджия стала пятым штатом, отделившимся от США.
- 1893 — в Берлине состоялся премьерный показ первой постановки пьесы Генрика Ибсена «Строитель Сольнес».
- 1899 — Великобритания и Египет установили совместный контроль над Суданом.

### XX век

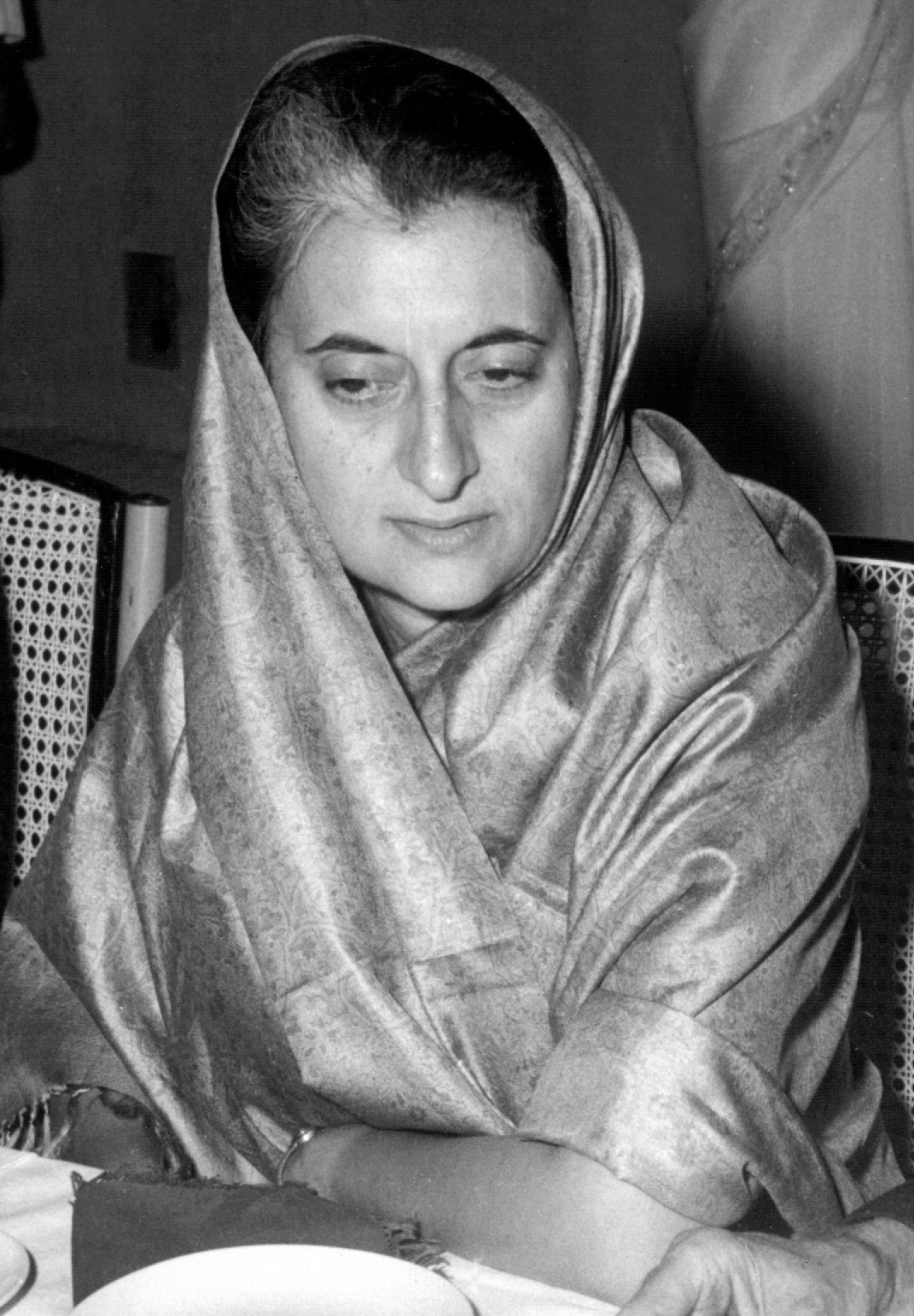
Индира Ганди (1917—1984),
Премьер-министр Индии в 1966—1977 и 1980—1984 годах

- 1903 — объявлено о проведении первой велогонки «Тур де Франс».
- 1904 — губернатор Миссисипи Джеймс Вардаман[англ.] объявил, что «образованный негр более опасен, чем преступник».
- 1906 — начался выход первого украинского сатирического журнала «Шершень».
- 1907 — в журнале Variety появились первые рецензии на кинофильмы.
- 1915
  - Джордж Клод получил патент на рекламное объявление, оформленное неоновыми трубками.
  - Немецкие дирижабли совершили первый боевой налёт на Англию.
- 1918 — разгон Всероссийского Учредительного собрания.
- 1919 — Гражданская война в России: большевики заняли Полтаву, Славяносербск и Дебальцево.
- 1920 — у здания МГУ состоялась закладка памятников А. И. Герцену и Н. П. Огарёву.
- 1938 — американская фирма General Motors первой в мире начала серийное производство дизельных двигателей.
- 1939 — в США Эрнест Хаузен из Висконсина установил не побитый до сих пор рекорд по ощипыванию курицы — 4,4 секунды.
- 1942
  - Германский трудовой фронт предписал всем немецким военным предприятиям на 10 % увеличить годовое производство за счёт труда рабов и военнопленных.
  - Советские войска освободили Можайск, Верею и Кондрово.
- 1943 — образована Ульяновская область.
- 1944
  - Немецкие войска захватили все полицейские участки в Копенгагене, обезоружив датскую полицию.
  - Советские войска освободили Новгород.
- 1945
  - Американский генерал Эйзенхауэр на совещании в Версале отверг план наступления в Рейнском бассейне, предложенный фельдмаршалом Монтгомери.
  - Прокоммунистические партии Польши обратились к народу с призывом не подчиняться постановлениям польского правительства в Лондоне.
  - Советские войска взяли города Лодзь и Краков.
- 1946 — Иран обратился в ООН с просьбой защитить от вмешательства СССР в его внутренние дела.
- 1955
  - Поступили в продажу первые комплекты игры «Скрэббл» (в русском варианте — «Эрудит»).
  - Президент США Дуайт Эйзенхауэр провёл в Белом доме первую в мире телевизионную пресс-конференцию[5].
- 1962 — СССР обвинил Израиль в использовании синагог для шпионской деятельности.
- 1963 — первое выступление группы «The Beatles» на телевидении.
- 1965 — гибель траулеров «Бокситогорск», «Севск», «Себеж» и «Нахичевань» и их экипажей в Беринговом море. Спасён только 1 человек.
- 1966 — Индира Ганди стала премьер-министром Индии.
- 1969 — на куполе Собора Парижской Богоматери неизвестные вывесили флаг коммунистического Вьетнама.
- 1978 — основан институт Санкт-Петербургский институт информатики и автоматизации РАН.
- 1981 — подписаны Алжирские соглашения, разрешившие кризис с американскими заложниками в Иране.
- 1986 — Испания признала Израиль.
- 1990 — мэр Вашингтона Мэрион Барри арестован после того, как тайная видеокамера зафиксировала, как он курил крэк.
- 1991 — по приказу Саддама Хусейна в Персидский залив вылито 816 тысяч тонн нефти.
- 1992 — 99 % населения Южной Осетии на референдуме проголосовало за отделение от Грузии.
- 1993 — Израиль согласился считать ООП легальной некриминальной организацией.
- 1995 
  - После удара молнии вертолёт Aérospatiale AS.332L Super Puma компании Bristow Helicopters[англ.] совершил приводнение в Северном море, все 18 человек (16 пассажиров и 2 пилота) были спасены подошедшим кораблём.
  - Первая чеченская война: российские войска захватили президентский дворец в Грозном.
- 1997 — Ясир Арафат вернулся в Хеврон спустя 30 лет и принял участие в празднованиях в связи с переходом под власть Палестины последнего города на Западном берегу реки Иордан.

### XXI век
- 2001
  - Билл Клинтон отменил введённые в 1999 году экономические санкции против Югославии.
  - В Бельгии разрешено употребление и хранение марихуаны.
  - Юлия Тимошенко освобождена от должности вице-премьера правительства Украины в связи с привлечением её к уголовной ответственности.
- 2006 — с космодрома на мысе Канаверал с помощью ракеты-носителя «Атлас-5» запущена американская автоматическая межпланетная станция New Horizons, предназначенная для исследования Плутона.
- 2007 — турецко-армянский журналист Грант Динк убит перед офисом своей газеты в Стамбуле 17-летним турецким ультра-националистом.
- 2009
  - В Сан-Паулу обрушилась крыша Церкви Возрождения во Христе. Семь погибших, десятки пострадавших.
  - Убийство Станислава Маркелова и Анастасии Бабуровой в Москве.
- 2011 — в России впервые возбуждено уголовное дело против интернет-пользователя за нарушение авторских прав[6].
- 2017 — началась интервенция ЭКОВАС в Гамбию.

## Родились
См. также: Категория:Родившиеся 19 января

### До XVIII века
- 399 — Пульхерия (ум. 453), правительница Византии (408—428), христианская святая.
- 1544 — Франциск II (ум. 1560), 11-й король Франции (с 1559), король-консорт Шотландии (с 1558), из династии Валуа.
- 1601 — Гвидо Каньяччи (ум. 1663), итальянский художник эпохи позднего барокко.

### XVIII век
- 1724 — Дай Чжэнь (ум. 1777), китайский философ-неоконфуцианец.
- 1737 — Жак-Анри Бернарден (ум. 1814), французский писатель, мыслитель, путешественник, член Французской академии.
- 1747 — Иоганн Элерт Боде (ум. 1826), немецкий астроном, член Берлинской академии наук.
- 1756 — Гийом Оливье (ум. 1814), французский натуралист, энтомолог и ботаник, профессор зоологии.
- 1788 — граф Павел Киселёв (ум. 1872), российский государственный деятель, генерал от инфантерии.
- 1798 — Огюст Конт (ум. 1857), французский философ, основоположник социологии.

### XIX век

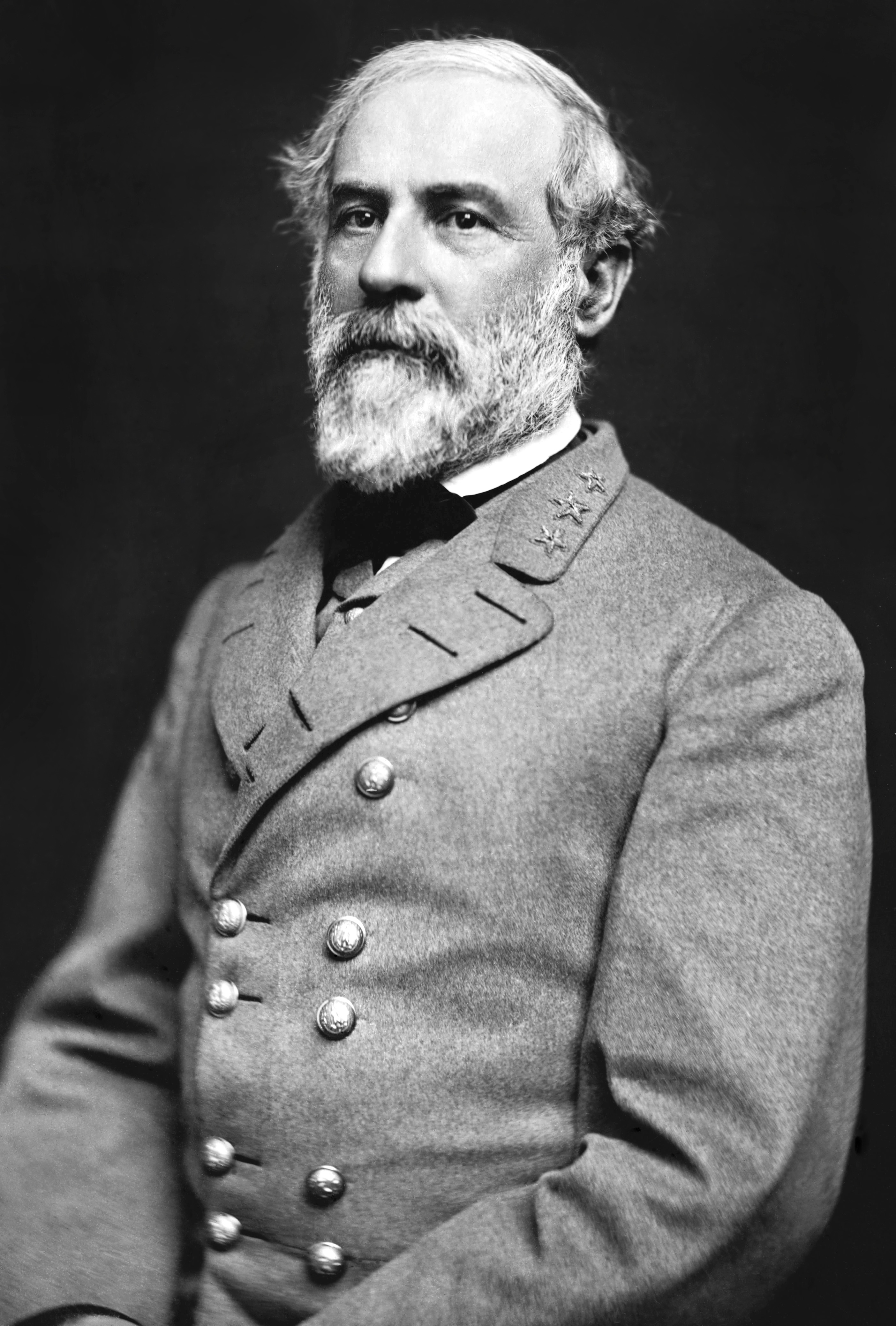
Роберт Ли (1807—1870),
Главнокомандующий армией Конфедерации

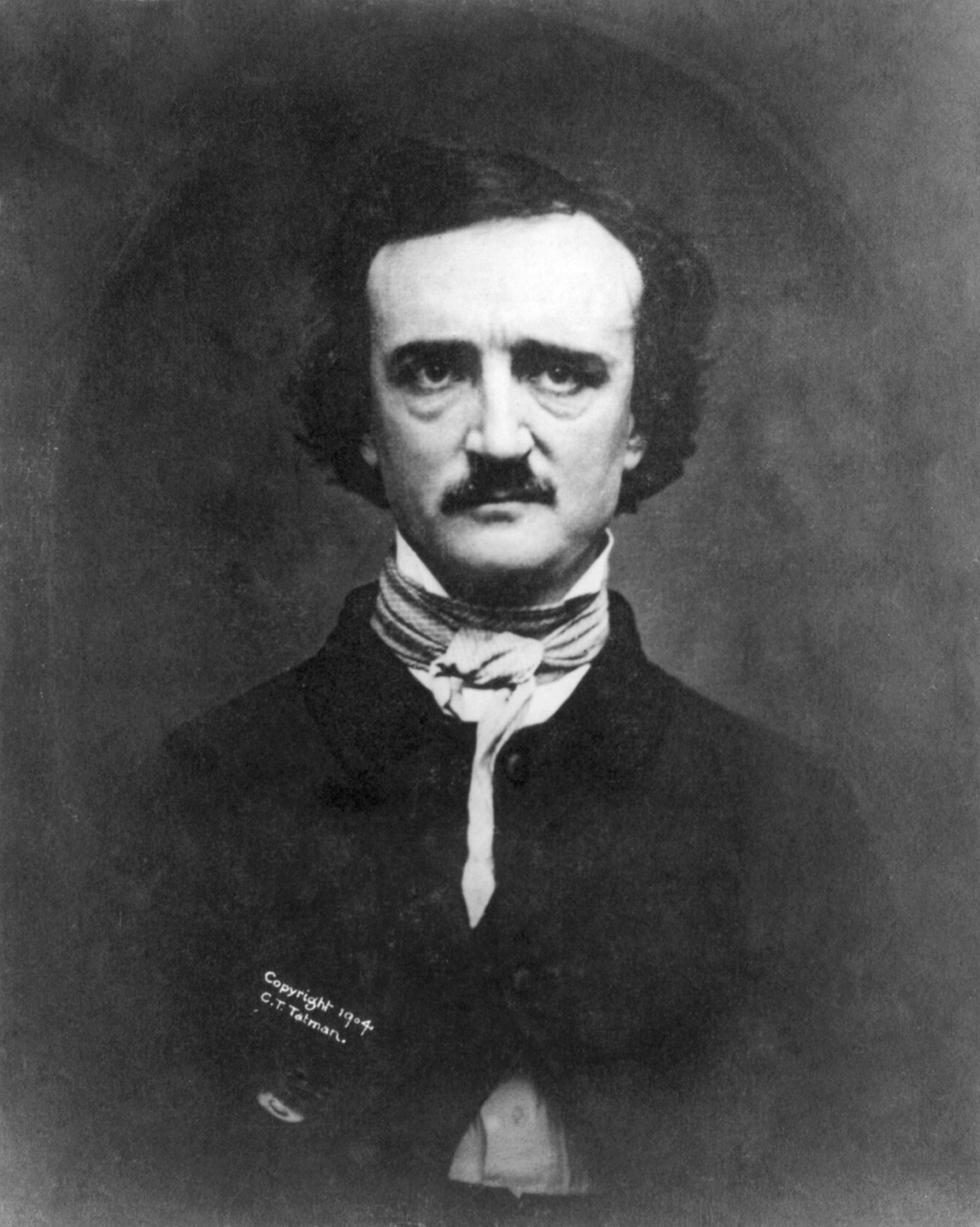
Эдгар По (1809—1849)

Валентин Серов (1865—1911),
русский живописец и график

- 1803 — Сара Уитман (ум. 1878), американская поэтесса, возлюбленная Эдгара По.
- 1807 — Роберт Ли (ум. 1870), американский генерал времён Гражданской войны, главнокомандующий армии Конфедерации.
- 1809 — Эдгар Аллан По (ум. 1849), американский писатель, поэт, эссеист, литературный критик, представитель романтизма.
- 1813 — Генри Бессемер (ум. 1898), английский металлург, основоположник конвертерного способа производства стали.
- 1826 — Иван Глазунов (ум. 1889), русский издатель и книготорговец, городской голова Санкт-Петербурга.
- 1833 — Рудольф Фридрих Альфред Клебш (ум. 1872), немецкий математик, один из основателей журнала «Mathematische Annalen».
- 1834 — Александр фон Хомайер (ум. 1903), немецкий лепидоптеролог, орнитолог и энтомолог.
- 1839 — Поль Сезанн (ум. 1906), французский художник-постимпрессионист.
- 1849 — Владимир Давыдов (наст. имя Иван Горелов; ум. 1925), русский советский актёр, театральный режиссёр, педагог, народный артист Республики.
- 1851 — Якобус Каптейн (ум. 1922), нидерландский астроном, доказавший теорию вращения галактик.
- 1860 — Николай Кулагин (ум. 1940), русский советский натуралист, зоолог, апиолог, руководитель Комитета по охране памятников природы.
- 1863
  - Вернер Зомбарт (ум. 1941), немецкий экономист, социолог, историк.
  - Александр Серафимович (наст. фамилия Попов; ум. 1949), русский советский писатель, журналист.
- 1865 — Валентин Серов (ум. 1911), русский живописец и график, академик.
- 1866 — Владимир Орановский (убит в 1917), русский генерал, участник Русско-японской и Первой мировой войны.
- 1867 — Георгий Морозов (ум. 1920), ботаник, географ и почвовед, один из основоположников российского лесоведения.
- 1868 — Густав Майринк (ум. 1932), австрийский писатель-экспрессионист, драматург и переводчик.
- 1883 — Герман Абендрот (ум. 1956), немецкий дирижёр, член Немецкой академии искусств.
- 1884 — Иван Майский (ум. 1975), советский государственный деятель, дипломат, историк, публицист.
- 1886 — Андрей Шкуро (казнён в 1947), русский военный деятель, кубанский казак, офицер Белой армии, группенфюрер СС.
- 1890 — Ферруччо Парри (ум. 1981), итальянский государственный деятель, премьер-министр (в 1945), глава парламентской комиссии по борьбе с сицилийской мафией.
- 1897 — Эмиль Морис (ум. 1972), немецкий нацист, телохранитель и личный водитель Гитлера.
- 1898 — Александр Неусыхин (ум. 1969), советский историк-медиевист.
- 1900
  - Вадим Борисовский (ум. 1972), советский музыкант, исполнитель на альте и виоле д’амур, педагог.
  - Михаил Исаковский (ум. 1973), русский советский поэт, поэт-песенник («Катюша» и др.), прозаик, переводчик.

### XX век

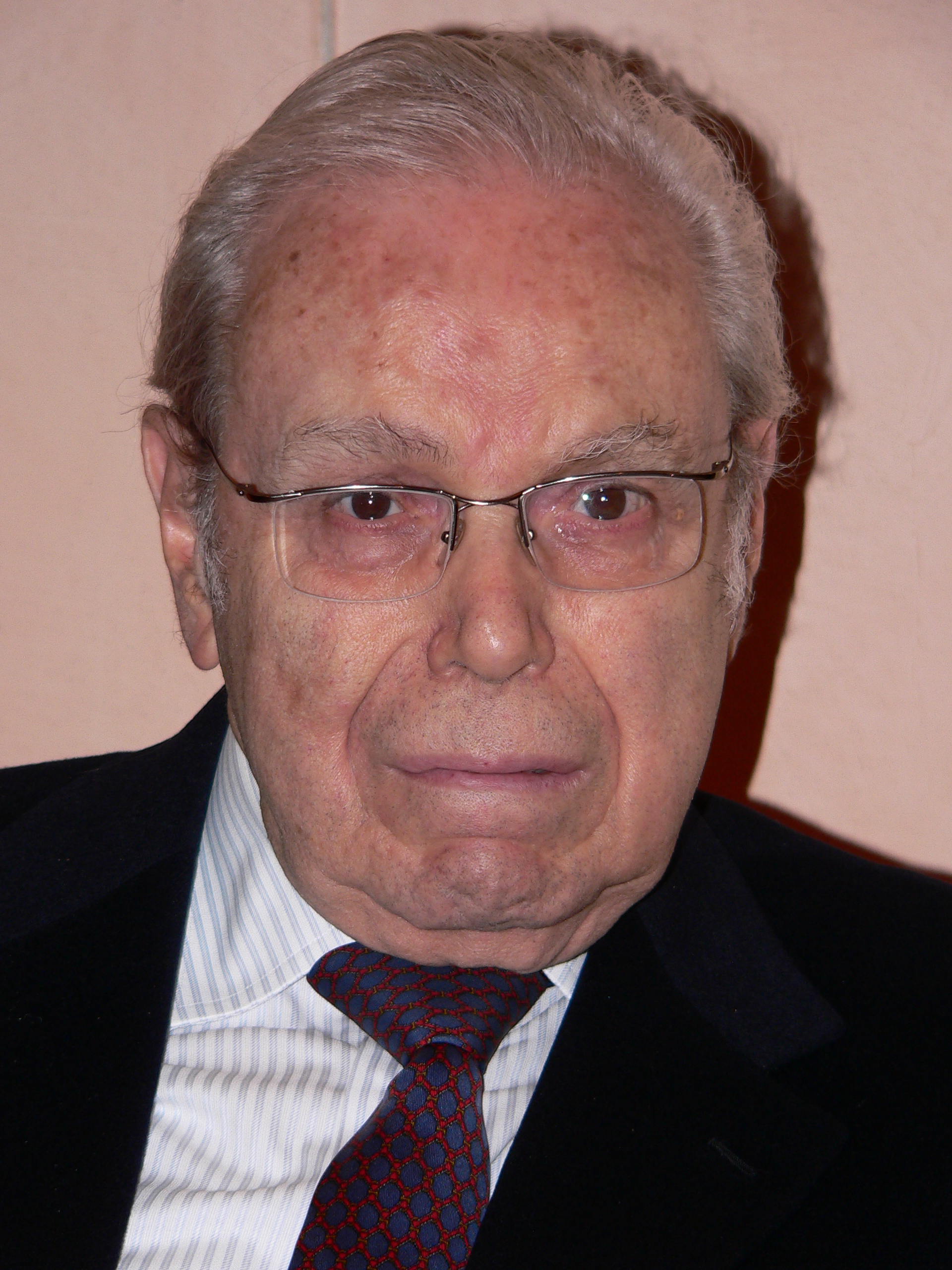
Хавьер Перес де Куэльяр (1920—2020),
5-й генеральный секретарь ООН

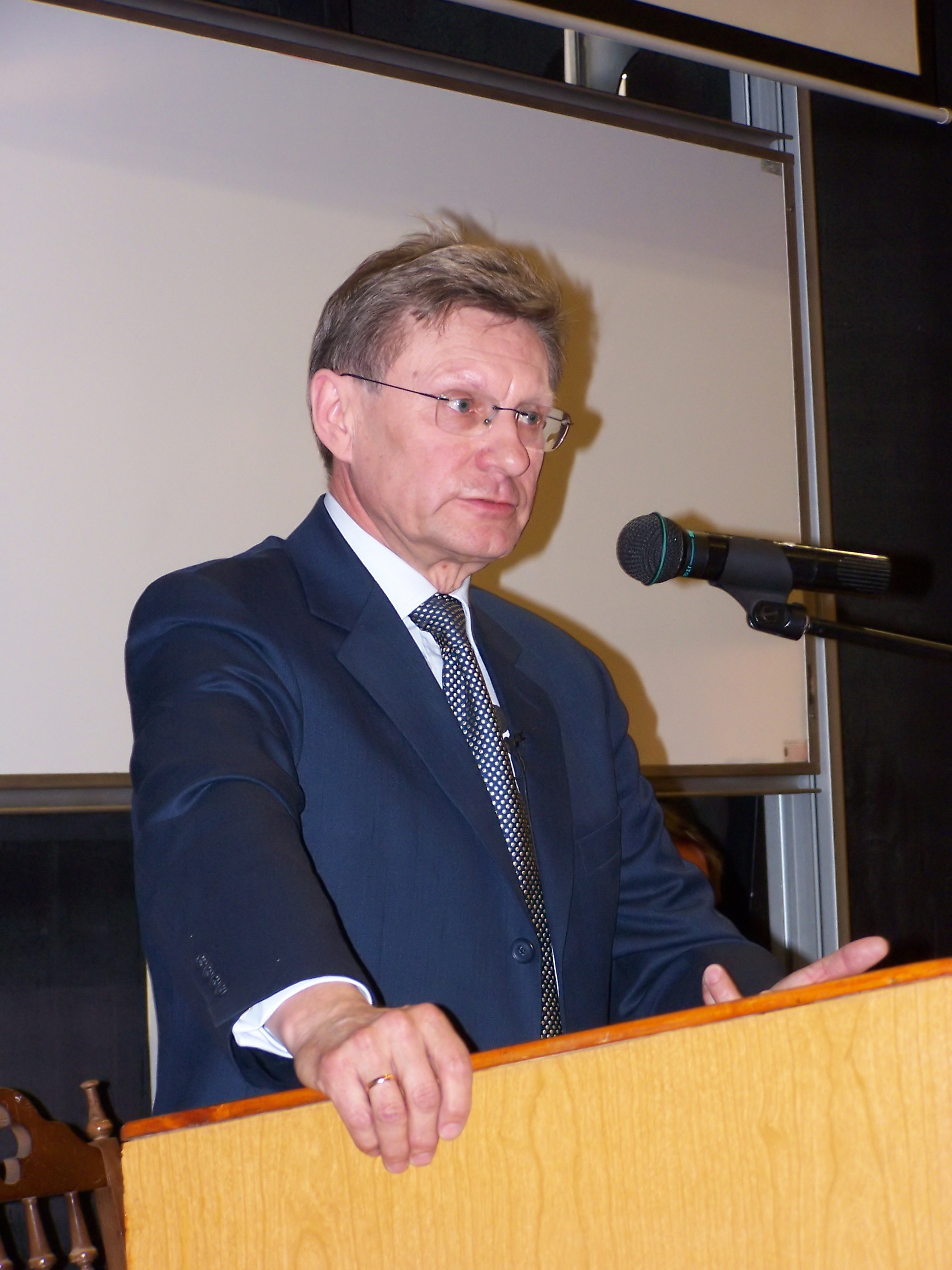
Лешек Бальцерович (р. 1947),
реформатор польской экономики

- 1905 — Арчил Чхартишвили (ум. 1980), грузинский театральный режиссёр, народный артист СССР.
- 1908 — Александр Курош (ум. 1971), советский математик, профессор МГУ.
- 1909 — Ханс Хоттер (ум. 2003), немецкий оперный и камерный певец (бас-баритон), режиссёр, педагог.
- 1910 — Вениамин Радомысленский (ум. 1980), советский театровед, театральный педагог.
- 1911 — Анатолий Софронов (ум. 1990), русский советский писатель, в 1953—1986 гг. главный редактор журнала «Огонёк».
- 1912
  - Леонид Канторович (ум. 1986), советский математик, экономист, лауреат Нобелевской премии по экономике (1975).
  - Тимофей Левчук (ум. 1998), украинский кинорежиссёр, народный артист СССР.
  - Ярослав Стецько (ум. 1986), глава Организации украинских националистов (ОУН).
- 1915 — Иван Воронов (ум. 2004), актёр театра и кино, народный артист РСФСР.
- 1919 — Нина Рамишвили (ум. 2000), грузинская советская танцовщица, балетмейстер, хореограф, народная артистка СССР.
- 1920 — Хавьер Перес де Куэльяр (ум. 2020), перуанский дипломат, 5-й генсек ООН (1982—1991).
- 1922
  - Ежи Кавалерович (ум. 2007), польский кинорежиссёр.
  - Мигель Муньос (ум. 1990), испанский футболист и футбольный тренер.
- 1923 — Маркус Вольф (ум. 2006), руководитель внешней разведки ГДР, генерал-полковник госбезопасности.
- 1925
  - Боден, Нина — английская романистка и детская писательница.
  - Азат Аббасов (ум. 2006), татарский оперный и камерный певец, народный артист СССР.
  - Валентин Берлинский (ум. 2008), виолончелист, один из организаторов квартета имени Бородина, народный артист РСФСР.
- 1929 — Сергей Павлов (ум. 1993), советский государственный деятель, в 1959—1968 гг. первый секретарь ЦК ВЛКСМ.
- 1930 — Иван Трегубов (ум. 1992), советский хоккеист, олимпийский чемпион (1956).
- 1932 — Ричард Лестер, англо-американский кинорежиссёр и композитор.
- 1935 — Александр Дмитриев, дирижёр, педагог, народный артист СССР.
- 1937 — Михаил Ножкин, актёр театра и кино, поэт, поэт-песенник, музыкант, народный артист РСФСР.
- 1941 — Александр Житинский (ум. 2012), советский и российский писатель, драматург, сценарист, журналист.
- 1943 — Дженис Джоплин (ум. 1970), американская рок-певица.
- 1944 — Гедиминас Гирдвайнис (ум. 2020), советский и литовский актёр театра, кино и телевидения.
- 1945 — Вадим Абдрашитов (ум. 2023), советский и российский кинорежиссёр, педагог, народный артист РФ.
- 1946
  - Джулиан Барнс, английский писатель, эссеист, литературный критик.
  - Евгений Колобов (ум. 2003), дирижёр-симфонист, театральный деятель, народный артист РСФСР.
  - Долли Партон, американская кантри-певица и актриса.
- 1947
  - Лешек Бальцерович, польский политик, экономист, министр финансов (1989—1992).
  - Род Эванс, английский рок-певец, основатель группы «Deep Purple».
- 1949 — Роберт Палмер (ум. 2003), британский рок-певец, гитарист, автор песен.
- 1954 — Вячеслав Рыбаков, советский и российский историк-востоковед, переводчик, писатель, сценарист.
- 1955 — сэр Саймон Рэттл, британский дирижёр, главный дирижёр Берлинского филармонического оркестра.
- 1959 — Евгений Ганелин, советский и российский актёр театра и кино, заслуженный артист РФ.
- 1966
  - Антуан Фукуа, американский кинорежиссёр и продюсер.
  - Стефан Эдберг, шведский теннисист, шестикратный победитель турниров Большого Шлема.
- 1969 — Стив Стонтон, ирландский футболист и футбольный тренер.
- 1971 — Шон Уэйанс, американский комедийный актёр, режиссёр, продюсер, сценарист.
- 1972 
  - Елена Калиска, словацкая каноистка-байдарочница, двукратная олимпийская чемпионка, многократная чемпионка мира и Европы.
  - Сергей Михалок, белорусский вокалист, автор песен, основатель группы «Ляпис Трубецкой».
- 1973 — Евгений Садовый, советский и российский пловец, трёхкратный олимпийский чемпион, 4-кратный чемпион Европы.
- 1974 — Влад Сташевский (при рожд. Владислав Грончак), российский эстрадный поп-певец.
- 1976 — Тарсу Маркес, бразильский автогонщик, пилот Формулы-1.
- 1978 — Мартин Шмитт, немецкий прыгун с трамплина, олимпийский чемпион (2002), четырёхкратный чемпион мира.
- 1979 — Светлана Хоркина, российская гимнастка, двукратная олимпийская чемпионка, 9-кратная чемпионка мира, 13-кратная чемпионка Европы.
- 1980 — Дженсон Баттон, английский гонщик, чемпион «Формулы-1» (2009).
- 1982 — Алла Юганова, российская актриса театра и кино, певица, автор песен.
- 1983 — Юстина Ковальчик, польская лыжница, двукратная чемпионка мира и Олимпийских игр.
- 1984 — Алёна Савченко, украинская и немецкая фигуристка (парное катание), олимпийская чемпионка (2018), многократная чемпионка мира и Европы.
- 1985 — Ольга Каниськина, российская легкоатлетка, чемпионка мира (2007) и Олимпийских игр (2008).
- 1988 — Алексей Воробьёв, российский певец и актёр.
- 1989 — Дастин Пуарье, американский боец смешанного стиля в лёгкой весовой категории.
- 1992
  - Шон Джонсон, американская гимнастка, олимпийская чемпионка (2008), трёхкратная чемпионка мира.
  - Мак Миллер (при рожд. Малкольм Джеймс МакКормик; ум. 2018), американский рэп/хип-хоп-исполнитель, композитор, продюсер.
- 1995 — Матье ван дер Пул, нидерландский велогонщик, чемпион мира в велокроссе и шоссейных велогонках.

## Скончались
См. также: Категория:Умершие 19 января

### До XIX века
- 391 — Макарий Великий (р. ок. 300), христианский святой, преподобный, автор духовных бесед.
- 914 — Гарсия I (р. 871), первый король Леона (910—914).
- 1344 — Рауль I де Бриенн (р. ?), французский военачальник, граф д’Э и де Гин, коннетабль Франции.
- 1526 — Изабелла Габсбургская (р. 1501), эрцгерцогиня Австрии, инфанта Испании и принцесса Бургундии, супруга Кристиана II, короля Дании, Норвегии и Швеции.
- 1570 — Парис Бордоне (р. ок. 1500), итальянский художник венецианской школы.
- 1576 — Ганс Сакс (р. 1494), немецкий поэт и композитор, сторонник и распространитель Реформации.
- 1629 — Аббас I (р. 1570), шах Ирана (1587—1629), из династии Сефевидов.
- 1629 — Анастасий (в миру Илия Кримка; р. ок. 1560), митрополит Молдовы (1608—1617, с 1619), каллиграф, миниатюрист и поэт.
- 1669 — Лев Аллаций (р. 1586), латиноязычный греческий писатель, библиотекарь.
- 1729 — Уильям Конгрив (р. 1670), драматург эпохи классицизма, прозванный «английским Мольером».
- 1766 — Джованни Никколо Сервандони (р. 1695), итальянский архитектор, театральный художник, живописец.
- 1795 — Мария Аньези (р. 1720), итальянская пианистка и композитор.

### XIX век
- 1865 — Пьер Прудон (р. 1809), французский публицист, экономист и социолог, один из основоположников анархизма.
- 1874 — Август Генрих Гоффманн (р. 1798), немецкий германист, поэт, автор слов гимна Германии.
- 1878 — Анри Реньо (р. 1810), французский химик и физик.
- 1881 — Огюст Мариет (р. 1810), французский египтолог, основатель и первый руководитель Египетского музея в Каире.
- 1883 — Гийом (Виллем) Гефс (р. 1805), бельгийский скульптор.
- 1888 — Антон де Бари (р. 1831), немецкий ботаник и микробиолог, основатель микологии и фитопатологии.
- 1892 — Евгений Кони (р. 1843), российский юморист, писатель.
- 1894 — Феофан Затворник (р. 1815), российский епископ, богослов, проповедник.

### XX век
- 1906

Бранислав Нушич
(1864—1934)
Фотография Нушича 1894 года

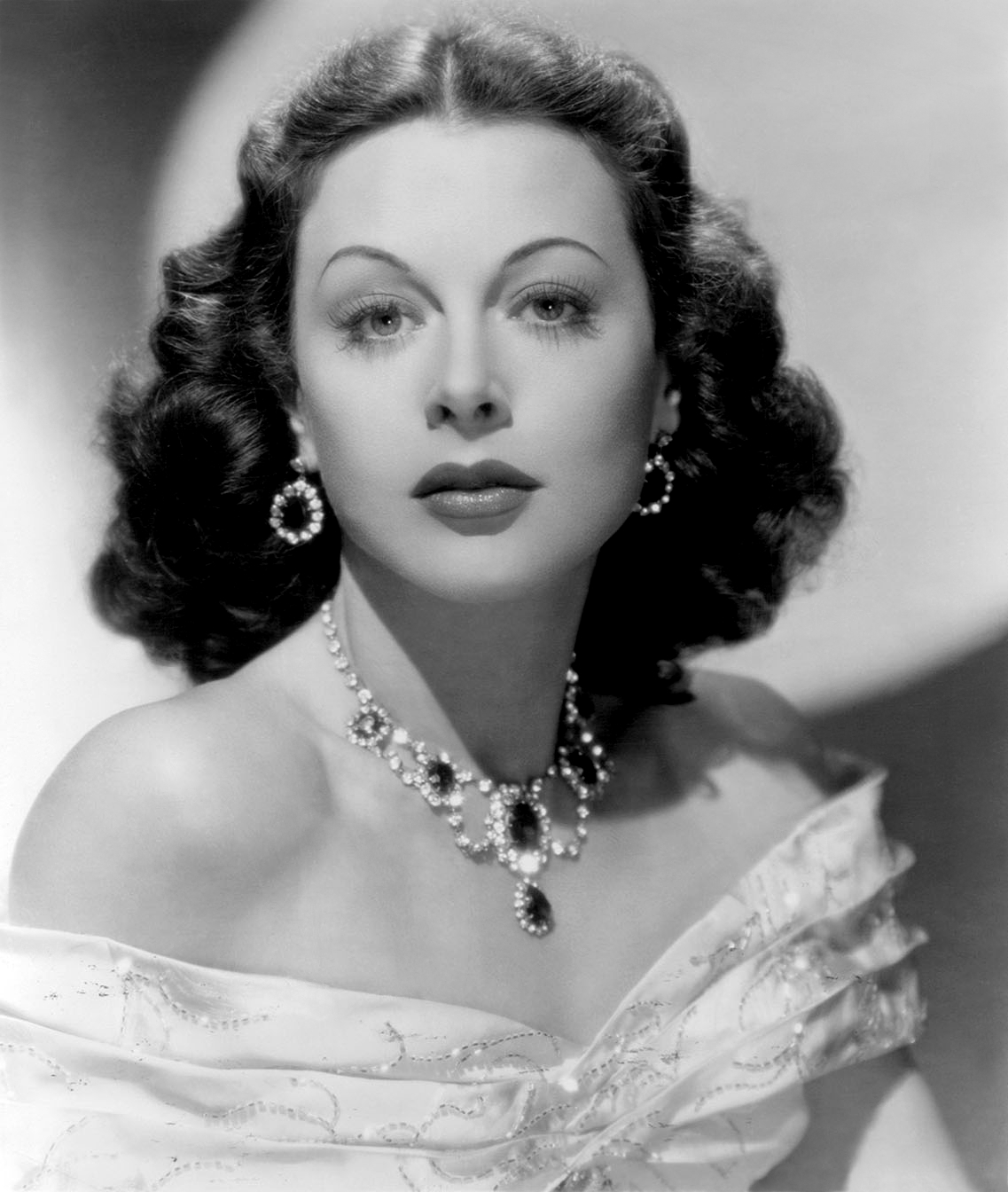
Хеди Ламарр
(1914—2000)
Кадр из фильма «Давай немного поживём», 1948 год

  - Николай Лейкин (р. 1841), русский писатель, журналист, издатель.
  - Бартоломе Митре (р. 1821), президент Аргентины (1862—1868).
- 1924 — Эмиль Адам (р. 1843), немецкий живописец.
- 1932 — Владимир Ладыженский (р. 1859), русский поэт, прозаик, общественный деятель.
- 1938 — Бранислав Нушич (р. 1864), сербский писатель, драматург.
- 1949
  - Бенджамин Андерсон (р. 1886), американский экономист и шахматист.
  - Александр Серафимович (р. 1863), русский советский писатель, журналист, военный корреспондент.
- 1954 — Теодор Калуца (р. 1885), немецкий физик-теоретик, разработчик единой теории поля.
- 1960 — Уильям Коулз (р. 1886), британский легкоатлет, олимпийский чемпион (1908).
- 1962 — Рег Нобл (р. 1895), канадский хоккеист, трёхкратный обладатель Кубка Стэнли.
- 1963 — Клемент Смут (р. 1884), американский гольфист, олимпийский чемпион (1904).
- 1964 — Фридрих Швассман (р. 1870), немецкий астроном.
- 1967 — Александр Ржешевский (р. 1903), советский драматург, сценарист, киноактёр, каскадёр.
- 1968 — Владимир Серов (р. 1910), советский живописец и график, президент АХ СССР (1962—1968).
- 1969
  - покончил с собой Ян Палах (р. 1948), чешский студент; совершил самосожжение в знак протеста против вторжения войск Советского Союза в Чехословакию.
  - Валентин Танаевский (р. 1886), русский советский экономико-географ, доктор географических наук.
- 1970 — Михаил Ветров (р. 1908), советский трубач, музыкальный педагог.
- 1971 — Николай Рубцов (р. 1936), русский советский поэт.
- 1972 — Майкл Рабин (р. 1936), американский скрипач.
- 1974 — Абрам Хавин (р. 1914), советский шахматист, чемпион Украины по шахматам.
- 1975 — Томас Гарт Бентон (р. 1889), американский художник.
- 1980
  - Уильям Орвилл Дуглас (р. 1898), американский юрист, судья Верховного суда США.
  - Ричард Голдмен (р. 1910), американский дирижёр, композитор и музыковед.
- 1982 — Семён Цвигун (р. 1917), советский государственный деятель, первый заместитель председателя КГБ СССР (1967—1982).
- 1988
  - Вениамин Левич (р. 1917), советский физик, член-корреспондент АН СССР.
  - Евгений Мравинский (р. 1903), пианист, дирижёр, педагог, народный артист СССР.
- 1990
  - Альдо Гуччи (р. 1905), итальянский дизайнер одежды, модельер.
  - Чандра Мохан Джеин (р. 1931), индийский религиозный деятель.
- 1994 — Наталья Ильина (р. 1914), русская советская писательница, публицист, журналист, критик.
- 1997 — Василий Налимов (р. 1910), советский и российский математик и философ, профессор МГУ.
- 1998 — Карл Перкинс (р. 1932), американский певец, композитор, один из родоначальников жанра рокабилли.
- 2000 — Хеди Ламарр (урожд. Хедвиг Ева Мария Кислер; р. 1914), австрийская и американская киноактриса, изобретательница.

### XXI век
- 2002 — Вава (наст. имя Эдвалду Нету; р. 1934), бразильский футболист, двукратный чемпион мира (1958, 1962).
- 2004 — Казанджи Бедих (р. 1929), турецкий певец и музыкант[7].
- 2005 — Ринат Марданшин (р. 1963), советский и российский мотогонщик.
- 2006
  - Уилсон Пикетт (р. 1941), американский певец, исполнитель ритм-энд-блюза.
  - Сергей Полежаев (р. 1924), советский и российский актёр театра и кино.
- 2007
  - Денни Доэрти (р. 1940), канадский певец, композитор, участник «Mamas & Papas».
  - погиб Мурат Насыров (р. 1969), советский, казахстанский и российский певец, автор песен.
- 2009 — убиты:
  - Анастасия Бабурова (р. 1983), российская журналистка, активистка антифашистского движения;
  - Станислав Маркелов (р. 1974), российский адвокат, правозащитник и антифашист.
- 2015
  - Вера Горностаева (р. 1929), пианистка, педагог, музыкально-общественный деятель, народная артистка РСФСР.
  - Виктор Матросов (р. 1950), советский и российский математик, академик РАН.
- 2016 — Этторе Скола (р. 1931), итальянский кинорежиссёр, сценарист, продюсер, актёр.
- 2017 — Лоалва Браз (р. 1953), бразильская певица, солистка группы «Kaoma».
- 2018 — Дороти Мэлоун (р. 1925), американская киноактриса, лауреат премии «Оскар».
- 2021
  - Борис Пастухов (р. 1933), советский и российский дипломат, государственный деятель, I секретарь ЦК ВЛКСМ (1977—1982).
  - Густаво Пенья (р. 1941 или 1942), мексиканский футболист и тренер, капитан сборной Мексики.
- 2022 — Гаспар Ульель (р. 1984), французский актёр кино и театра, модель, обладатель премии «Сезар».
- 2023 — Бэлла Куркова (р. 1935), советский и российский деятель телевидения, редактор, журналистка и продюсер.

## Народный календарь
Водокрещи. Праздник Светов. Крещение. Богоявление. Иордань.
- «От Оспожинок до Водокрещей минуло. От Водокрещей до Евдокей пройдёт семь недель с половиной»[8].
- На протяжении двенадцати дней после водосвятия в проруби нельзя стирать[9].
- В богоявленскую ночь, перед утренней, небо открывается[10].
- Трещи мороз, не трещи, а минули Водокрещи[10].
- Дуй не дуй, не к Рождеству идёт, к Великодню[10].